# Уитленд (Калифорния)
Уитленд (англ. Wheatland) — город в округе Юба в штате Калифорния в Соединённых Штатах Америки.
Согласно данным переписи населения США, проведённой в 2020 году, число жителей города составляло 3712 человек, что, для такого небольшого населённого пункта, заметно больше, чем было во время предыдущей переписи прошедшей в 2010 году (3456 человек).

## География
Согласно данным представленным Бюро переписи населения США, общая площадь города составляет 1,5 квадратных мили (3,9 км2) из которых 99,55% занимает суша, 0,45% приходится на водную поверхность.

## История
Современный Уитленд расположен на мексиканском земельном гранте Ранчо Джонсон. После Американо-мексиканской войны эта территория отошла под юрисдикцию США.
В 1860-х годах Уитленд был домом для значительной китайской диаспоры, но почти все китайские эмигранты были изгнаны из города в результате серии жестоких столкновений в феврале 1886 года.
Первое отделение Почтовой службы США открылось в поселении в 1866 году.
23 апреля 1874 года поселение было инкорпорировано и включено в реестр штата Калифорния, благодаря чему некорпоративное сообщество Уитленд официально получило статус города.
В августе 1913 года Уитленд стал местом кровавого противостояния, которое считается заметным событием в истории американского фермерства. В борьбе сельхозработников за свои права погибло четыре человека, в том числе был застрелен констебль Уитленда, после чего было введено военное положение до окончания конфликта.
В 1880 году население города составляло 635	человек и затем на протяжении почти 40 лет сокращалось, но в 1930-х произошел перелом и с тех пор каждое десятилетие число жителей увеличивалось со скоростью от 3,5% в 1940-е до 57,4% в 1970-е годы.